# Beauzelle
Beauzelle – miejscowość i gmina we Francji, w regionie Oksytania, w departamencie Górna Garonna.
Według danych na rok 1990 gminę zamieszkiwało 5405 osób, a gęstość zaludnienia wynosiła 1223 osób/km² (wśród 3020 gmin regionu Midi-Pireneje Beauzelle plasuje się na 55. miejscu pod względem liczby ludności, natomiast pod względem powierzchni na miejscu 1537.).